# José Manuel Imbamba
José Manuel Imbamba (Boma de Saurimo, 7 de gener de 1965) és un religiós i bisbe angolès. Va ser ordenat sacerdot el 29 de desembre de 1991, i entre el 1992 i el 1995, fou rector de la Catedral de Luanda. El 2001 fou nomenat secretari general de la Universitat Catòlica de Luanda.
Es consagrà bisbe de Dundo el 14 de desembre 2008. El 12 d'abril 2011, la diòcesi de Saurimo és elevada a arxidiòcesi. Fou nomenat arquebisbe i assumí el càrrec el 31 de juliol d'aquell any.
Del 22 al 27 de setembre de 2015 fou a Filadèlfia amb monsenyor José de Queirós Alves, bisbe de Huambo i una delegació de famílies angoleses per participar en la Trobada Internacional de les Famílies amb el papa Francesc
Des del 9 de novembre de 2015 és vicepresident de la Conferència Episcopal d'Angola i São Tomé.